# Mysidia liquida
Mysidia liquida är en insektsart som beskrevs av Broomfield 1985. Mysidia liquida ingår i släktet Mysidia och familjen Derbidae. Inga underarter finns listade i Catalogue of Life.